# Kim Cheol-min
Kim Cheol-min, född den 29 november 1992 i Seoul, Sydkorea, är en sydkoreansk skridskoåkare.
Han tog OS-silver i herrarnas lagtempo i samband med de olympiska skridskotävlingarna 2014 i Sotji.